# Teri McMinn
Pour les articles homonymes, voir McMinn.
Teri McMinn est une actrice et mannequin américaine née le 18 août 1951 à Houston au Texas. Elle est notamment connue pour avoir incarné le rôle de Pam dans le film Massacre à la tronçonneuse, sorti en 1974.

## Biographie

### Jeunesse
Teri McMinn est née et a grandi à Houston, au Texas. Elle a développé dans sa jeunesse un certain intérêt pour les arts. Après avoir obtenu son diplôme d'études secondaires, elle devient boursière du Dallas Theatre Center, à Dallas, au Texas. Déménageant à Austin, au Texas, pour poursuivre ses études, elle y fréquente l'Université du Texas et l'Université Saint Édouard.

### Carrière
Teri McMinn est découverte par Tobe Hooper et Kim Henkel, respectivement réalisateur et producteur du film Massacre à la tronçonneuse, après qu'ils ont lu un article sur elle dans un journal local. Après avoir passé une audition, Teri se voit offrir le rôle de Pam dans leur film.
Dans le film, Pam est une adolescente qui voyage avec Sally Hardesty et son frère Franklin pour se rendre sur la tombe du grand-père des Hardesty afin d'enquêter sur des rapports de vandalisme et de pillage de tombes. Sur leur chemin, ils sont victimes d'une famille de cannibales. Sa scène la plus mémorable est celle où elle est pendue à un crochet à viande par Leatherface (joué par Gunnar Hansen), l'antagoniste de l'histoire.
Après le tournage difficile du film, Teri continue à jouer dans des pièces de théâtre au Texas et dans le Midwest. Après la sortie du film en 1974, elle étudie l'art dramatique à Los Angeles et à New York, devient mannequin pour les jambes et les pieds, fait des publicités et des travaux de presse, et continue à jouer au théâtre.
Elle vit maintenant en Californie et continue de faire plaisir à ses fans en participant à des conventions de films d'horreur.

## Filmographie
Sauf indication contraire, les informations mentionnées dans cette section peuvent être confirmées par la base de données cinématographiques IMDb,  présente dans la section « Liens externes ».
- 1974 : Massacre à la tronçonneuse de Tobe Hooper : Pam
- 2009 : The Cellar de David Garrett : Sylvia
- 2012 : Butcher Boys de Duane Graves et Justin Meeks : femme avec un pic
- 2021 : Awakening : Carla Jenkins